# Willy Stollenwerk

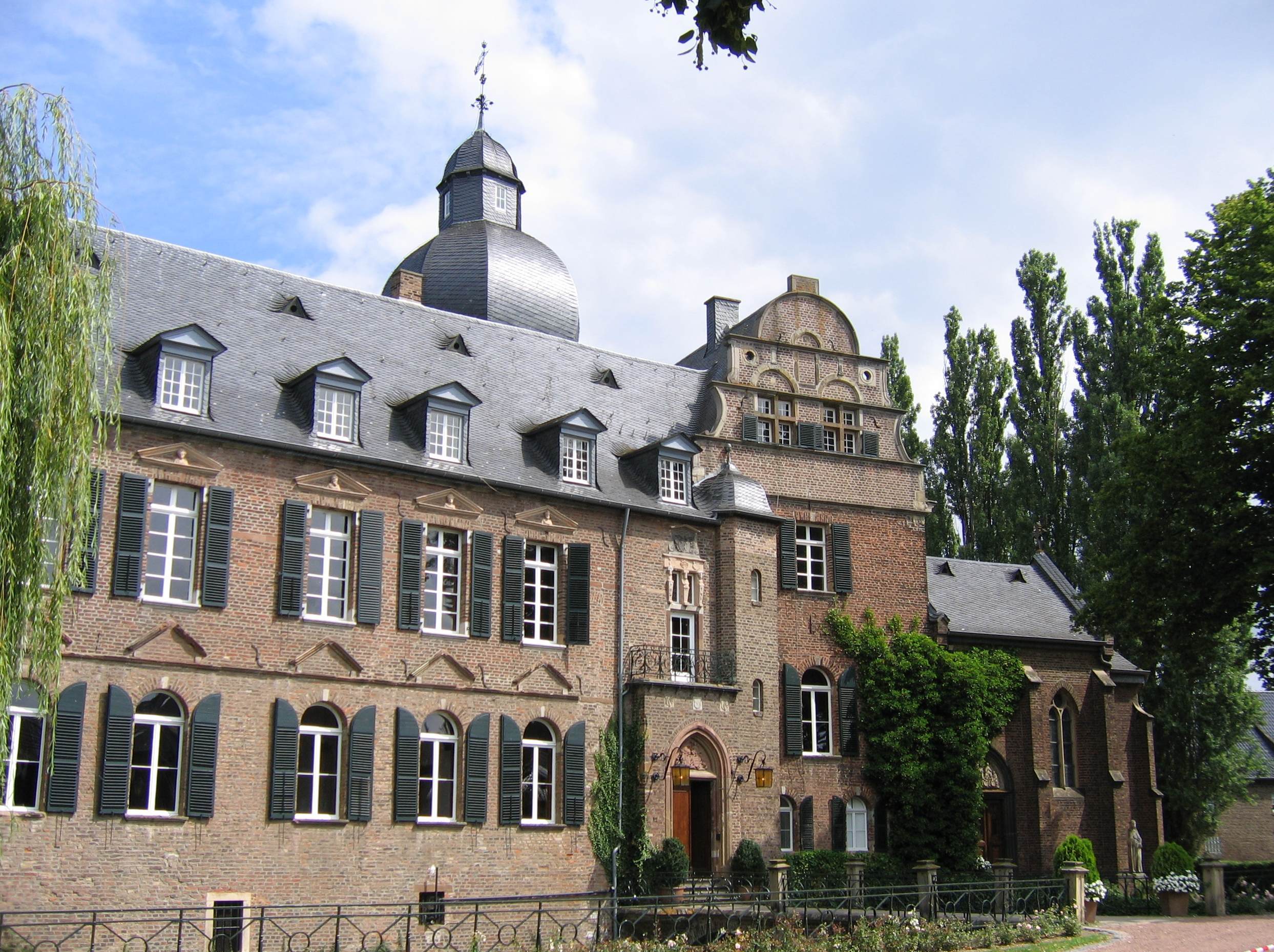
Burg Bergerhausen (Foto: 2005)

Willy Stollenwerk (* 15. Januar 1935; † 11. September 2022) war ein deutscher Unternehmer.

## Leben
Hubert und Elisabeth Stollenwerk pachteten 1932 den Burghof der Burg Bergerhausen in Blatzheim, Kreis Bergheim (Erft). Ihre Söhne Josef (1930–2016) und Willy übernahmen den landwirtschaftlichen Betrieb im Jahre 1950 und gründeten 1962 in Blatzheim eine Konservenfabrik. Die J. & W. Stollenwerk oHG wurde zum größten Konservenhersteller Europas.
1984 kauften die Brüder die Burg, renovierten sie und zogen mit ihren Familien dort ein. In den Nebengebäuden brachten sie ihre Sammlung alter Traktoren unter.
Willy Stollenwerk starb 2022 im Alter von 87 Jahren.

## Einzelbelege
1. ↑  Traueranzeigen vom 17. September 2022, abgerufen am 17. September 2022

| Personendaten    | Personendaten         |
| ---------------- | --------------------- |
| NAME             | Stollenwerk, Willy    |
| KURZBESCHREIBUNG | deutscher Unternehmer |
| GEBURTSDATUM     | 15. Januar 1935       |
| STERBEDATUM      | 11. September 2022    |